# Griechische Eishockeynationalmannschaft
| Griechische Eishockeynationalmannschaft                            | Griechische Eishockeynationalmannschaft |
| ------------------------------------------------------------------ | --------------------------------------- |
| Verband:                                                           | Griechischer Eishockeyverband           |
| Erstes Länderspiel:                                                |                                         |
| Griechenland 15:3 Türkei 12. März 1992 in Johannesburg, Südafrika  |                                         |
| Höchster Sieg:                                                     |                                         |
| Griechenland 15:3 Türkei 12. März 1992 in Johannesburg, Südafrika  |                                         |
| Höchste Niederlage:                                                |                                         |
| Spanien 21:1 Griechenland 22. März 1995 in Johannesburg, Südafrika |                                         |
| Medaillengewinne Herren:                                           |                                         |
| WM:                                                                | keine                                   |
| Olympia:                                                           | keine                                   |

Die griechische Eishockeynationalmannschaft der Männer nahm zwischen 1992 und 1999 sowie zwischen 2008 und 2013 an Eishockey-Weltmeisterschaften teil. Die griechische Diaspora wird durch das Greek Heritage Ice Hockey Team repräsentiert.

## Geschichte

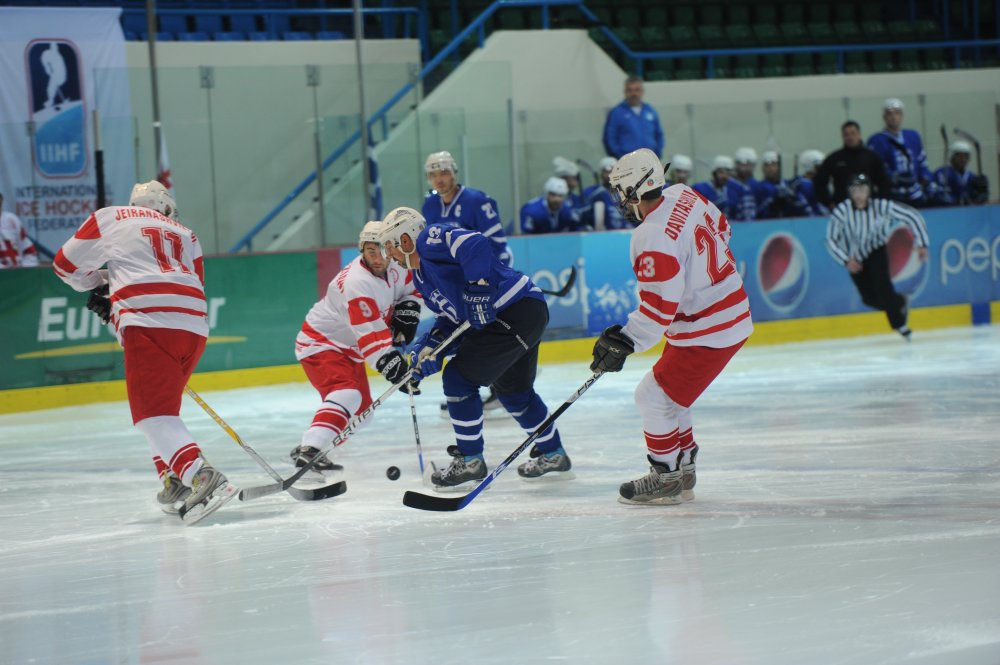
Spielszene Griechenland gegen Georgien (2013)

Die griechische Eishockeynationalmannschaft nahm erstmals 1992 an einem offiziellen Turnier teil, als sie bei der C2-Weltmeisterschaft in Johannesburg, Südafrika, antrat und den dritten Platz in ihrer Gruppe belegte. 1993 scheiterte man in der Qualifikation zur C-Weltmeisterschaft. Nachdem sie 1994 nicht zur WM angetreten war, erreichte sie 1995 den 9. Platz bei der C2-WM. 1996 scheiterte man erneut in der Qualifikation, weil wegen Einsatz nicht berechtigter Spieler ihre beiden gewonnenen Spiele verloren gewertet wurden. 1998 und 1999 erreichte Griechenland jeweils den achten und somit letzten (1998) bzw. vorletzten (1999) Platz der D-Weltmeisterschaft, bevor neun Jahre ohne WM-Teilnahme folgten.
Nach dieser Pause trat Griechenland 2008 in der D-Weltmeisterschaft an, wo sie zunächst Fünfter und ein Jahr später Vierter wurden. Aufgrund der weltweiten Wirtschaftskrise wurde die Division III-WM 2010, die ursprünglich in Griechenland stattfinden sollte, nach Luxemburg verlegt. Der griechische Verband gab Finanzierungsprobleme als Grund für die Absage an. Dennoch wurden die Griechen mit zwei Siegen hinter Aufsteiger Irland Zweiter der Gruppe. 2011 wurde dann der Tiefpunkt im griechischen Eishockey erreicht. Die Hellenen kassierten hohe zweistellige Niederlagen und schlossen das WM-Turnier der Division III mit einem Torverhältnis von 7:79 bei vier ausgetragenen Spielen (und einer 5:0-Wertung für Griechenland aufgrund des Nichtantritts der Mongolei) ab. In den Folgejahren konnte man sich etwas erholen, qualifizierte sich für die Division III-WM 2013 und beendete diese auf dem 5. Platz. Seit 2013 setzt die IIHF Mindeststandards für die Teilnahme am Weltmeisterschaften durch. Da keine der Eisflächen in Griechenland eine „olympische“ Größe aufweist, darf die griechische Mannschaft nicht mehr an Weltmeisterschaften teilnehmen.
2024 nahm Griechenland zudem erstmals am IIHF Development Cup teil, einem Aufbauturnier für assoziierte IIHF-Mitglieder, und wurde unter sechs Teams Fünfter.

## Platzierungen bei denEishockey-Weltmeisterschaften
- 1992 – 3. Platz C2-WM (29. Platz gesamt)
- 1993 – 2. Qualifikation zur C-Weltmeisterschaft, Gruppe D
- 1994 keine Teilnahme
- 1995 – 9. Platz C2-WM (38. Platz)
- 1996 – 3. Qualifikation zur D-Weltmeisterschaft, Gruppe Mittelmeer
- 1997 keine Teilnahme
- 1998 – 8. Platz D-WM (40. Platz)
- 1999 – 8. Platz D-WM (39. Platz)

- 2008 – 5. Platz Division III (45. Platz)
- 2009 – 4. Platz Division III (44. Platz)
- 2010 – 2. Platz Division III, Gruppe A (43. Platz)
- 2011 – 5. Platz Division III (45. Platz)
- 2012 – 5. Platz Division III (45. Platz)
- 2013 – 5. Platz Division III (45. Platz)

## Greek Heritage Ice Hockey Team / Greek Heritage Team
Der griechische Eishockeyverband interpretiert die Regeln des Internationalen Eishockey-Föderation (IIHF) äußerst streng hinsichtlich Griechen, die im Ausland spielen. So wird verlangt, dass ein Spieler mindestens zwei Jahre in Griechenland gemeldet war und dort in einer Liga aktiv gespielt hat. Diese Vorgabe erschwert es faktisch erheblich, griechische Spieler, die im Ausland tätig sind, in die Nationalmannschaft zu integrieren.
Aufgrund dieser Einschränkung wurde in den USA das „Greek Heritage Ice Hockey Team“ gegründet. Dieses Team der griechischen Diaspora steht allen Personen offen, die einen Bezug zu Griechenland haben, unabhängig von ihrer aktuellen Spielstätte. Es umfasst sowohl eine Herren- als auch seit 2025 eine Frauenmannschaft, die Freundschaftsspiele austragen und die griechische Eishockeygemeinschaft repräsentieren.
2023 nahm das Greek Heritage Team an dem Amerigol LATAM Cup teil, das sich einerseits aus Griechen zusammensetzte, andererseits aus Spieler griechischer Abstammung, darunter Brady und Billy Zegras, die Cousins von Trevor Zegras, der nicht spielte.